# Bistum Buxar
Das Bistum Buxar (lat.: Dioecesis Buxarensis) ist eine römisch-katholische Diözese in Indien. Es ist eine Suffragandiözese des Erzbistums Patna.

## Geschichte
Das Bistum wurde Dezember 2005 aus Gebieten des Erzbistums Patna errichtet. Erster Bischof wurde der Jesuit William D’Souza.

## Bischöfe von Buxar
- William D’Souza SJ (2005–2007)
- Sebastian Kallupura (2009–2018), dann Koadjutorerzbischof von Patna
- James Shekhar (seit 2023)